# Stanice duchů

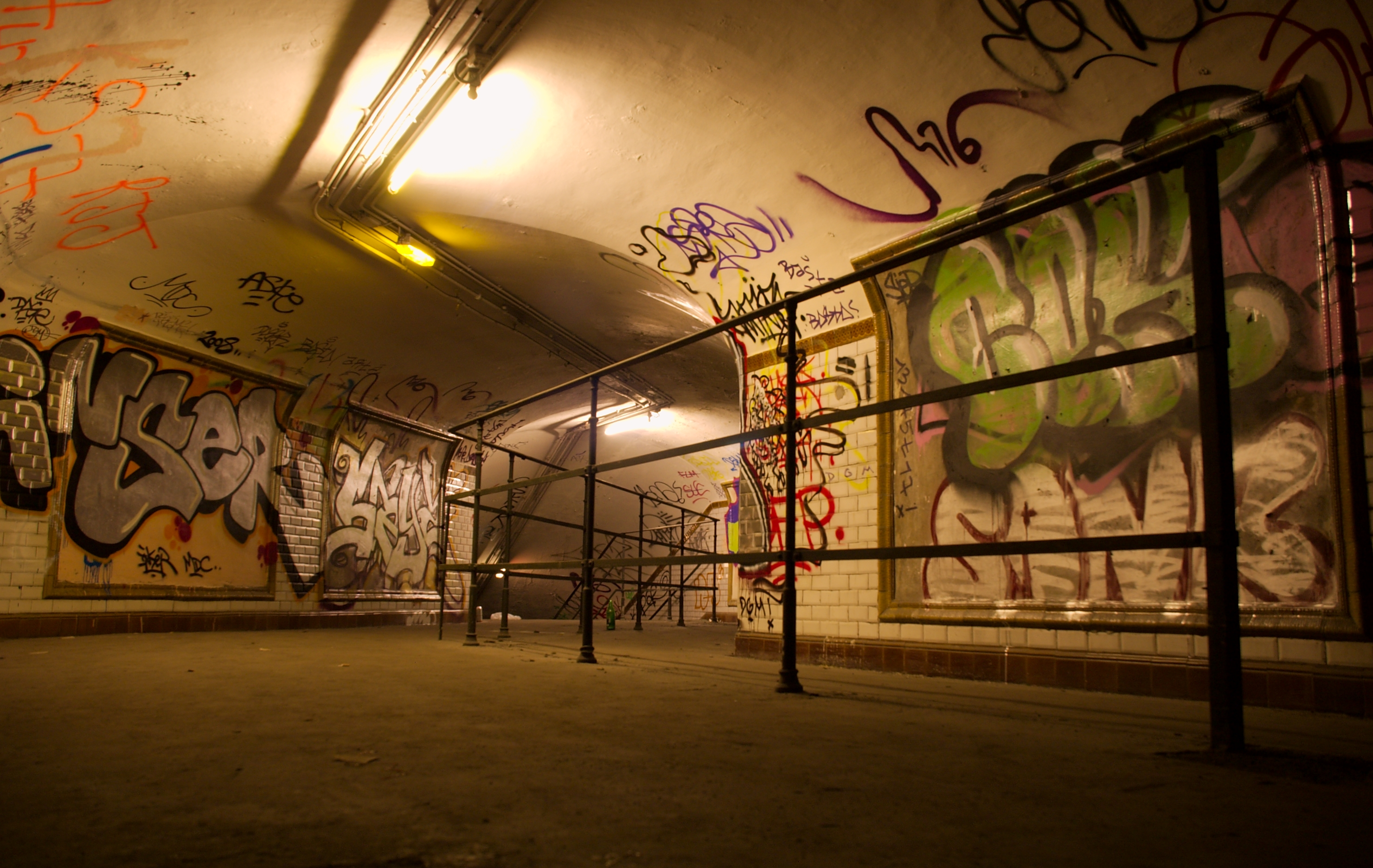
Saint-Martin v pařížském metru

Stanice duchů je překlad německého slova  Geisterbahnhof  (plurál Geisterbahnhöfe). Tento výraz se původně používal pro určité stanice berlínské sítě metra U-Bahn a S-Bahn, které byly během rozdělení Berlína v době studené války uzavřené. Od té doby se tento výraz používá pro jakoukoli nepoužívanou stanici podzemní železniční sítě, která byla zrušena, nebyla nikdy dokončena, nebo musela být z určitých důvodů uzavřena běžnému provozu. 

## Berlín

### Příčiny

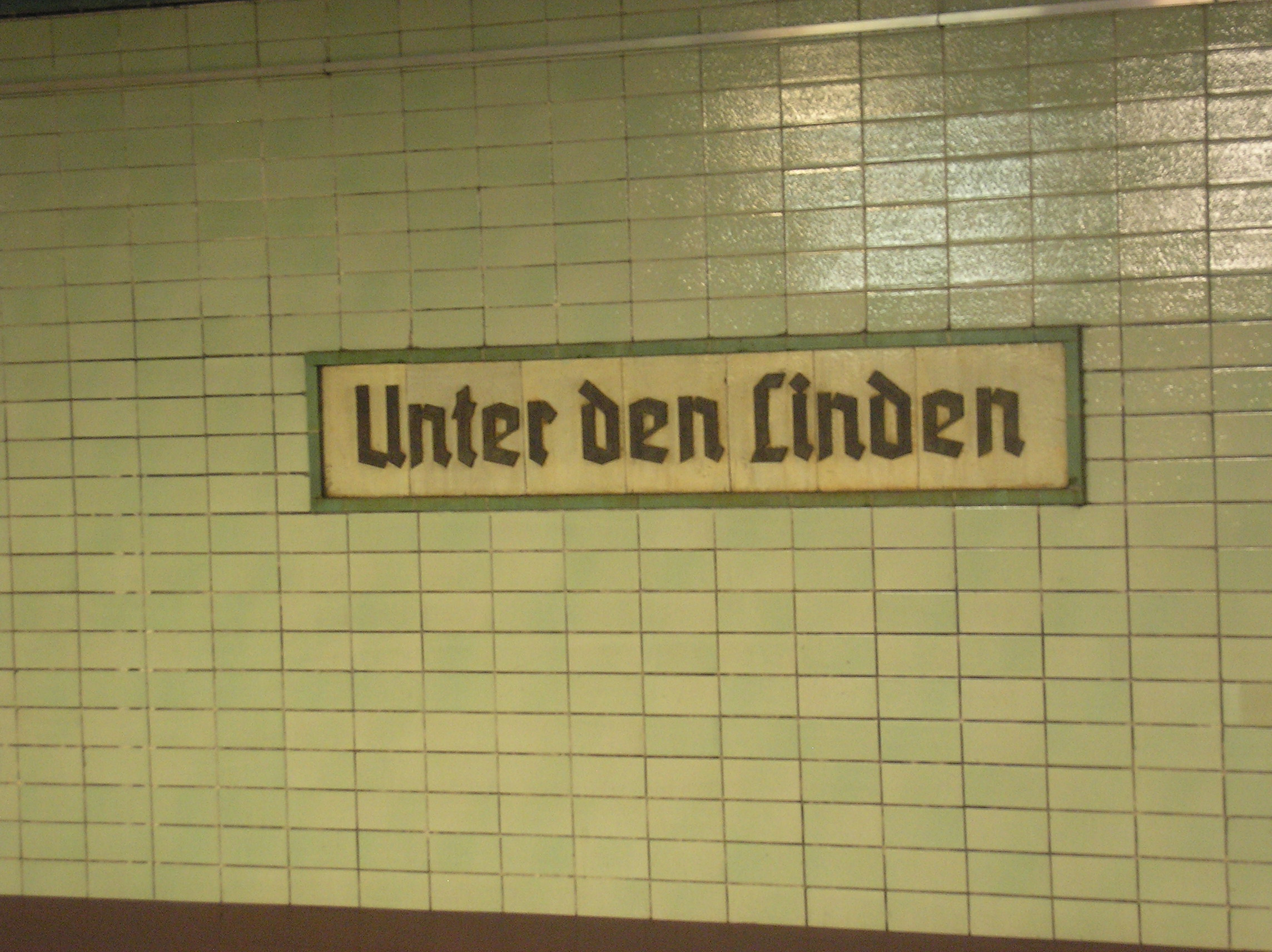
Nápis stanice Unter Den Linden - zůstal nezměněný od 30. let 20. století

Mapa stanic duchů v Berlíně

V srpnu 1961 postavila východoněmecká vláda berlínskou zeď, čímž znemožnila pohyb mezi východním a západoberlínskými okupačními sektory. V důsledku toho se berlínská síť veřejné dopravy, která se dříve táhla oběma částmi města, rozdělila na dvě části. Některé linky U a S-Bahnu spadaly celé do jedné nebo druhé poloviny města; jiné linky byly rozděleny mezi tyto dva obvody s vlaky, které jezdily pouze po hranici a pak se vracely zpět. Nicméně tři linky U-Bahn - nynější linky U6, U8 a Nord-Süd Bahn na S-Bahn jezdily převážnou částí přes Západní Berlín, ale vedly přes relativně krátký úsek východoberlínského území v centru města. Tyto linky zůstaly pro obyvatele Západního Berlína otevřeny, avšak vlaky na většině stanic ve Východním Berlíně nezastavovaly, i když z technických důvodů musely značně zpomalit, když jimi projížděly. Vlaky však zastavovaly např. na nádraží Friedrichstraße (viz níže). Pojmenování Geisterbahnhof začali velmi brzy používat pro tyto matně osvětlené a přísně střežené stanice obyvatelé Západního Berlína, kteří je pozorovali z oken, když jimi projížděli. Tento termín však nebyl nikdy oficiální; západoberlínské mapy metra z tohoto období nazývaly tyto stanice "Bahnhof, auf denen die Züge nicht halten" - "stanice, kde vlak nezastavuje." Východoberlínské mapy metra tyto západní linky stanice duchů ani vůbec nezobrazovaly. Mapy U-Bahnu na přestupní stanici Friedrichstraße byly jiné: zobrazovaly všechny západní linky, ale ne stanice duchů a zobrazovaly město rozdělené na "Berlin, Hauptstadt der DDR" ("Berlín, hlavní město NDR") a Westberlin ("Západní Berlín").
Tato situace ideální nebyla. Linky byly důležitou částí přepravní soustavy Západního Berlína, ale protože jejich část ležela v území Východního Berlína, bylo pro západoberlínský personál údržbářů obtížné provádět nezbytnou údržbu na trasách a v tunelech. Pokud se západní vlak porouchal ve východoberlínském území, museli cestující čekat než přijde východní pohraniční policie a eskortuje je ven. Východoněmecká vláda občas naznačovala, že jednoho dne by mohla zablokovat přístup do tunelů na hranici a využívat východoberlínské sekce linek pro vlastní přepravu. Nicméně tento zvláštní status quo přetrval celých 28 let rozdělení Berlína.

### Vybrané stanice

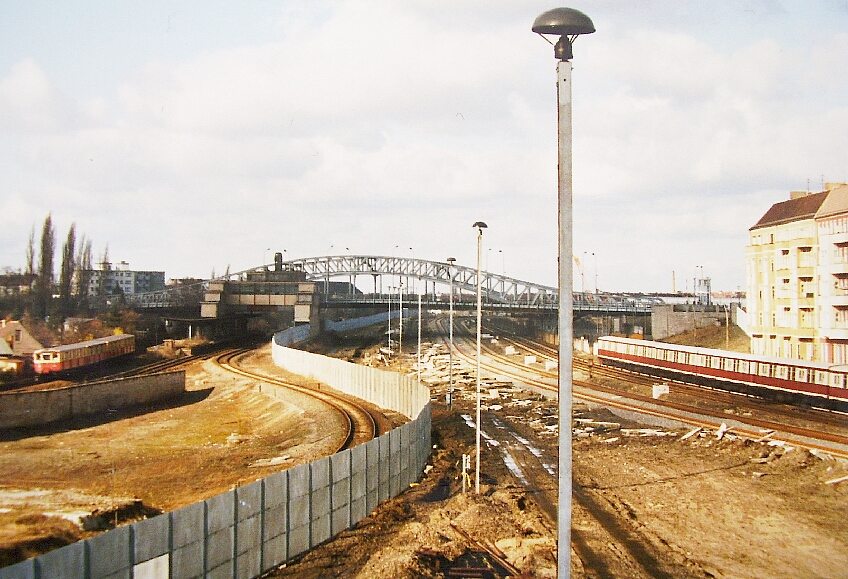
Stanice S-Bahnu Bornholmer Straße v roce 1990

Stanice Friedrichstraße i přesto, že se nacházela na území Východního Berlína, sloužila západním linkám, a přesto nebyla Geisterbahnhof. Sloužila jako přestupní bod mezi linkou U6 a několika linkami S-Bahn. Západní cestující mohli přecházet z jednoho nástupiště na jiné bez opuštění stanice, či potřeby prokázat se doklady podobně jako cestující na mezinárodním letišti, kteří přestupují z jednoho letu na druhý. Západní cestující s platnými dokumenty (vízy) mohli na této stanici vstoupit do Východního Berlína.
Stanice S-Bahn Bornholmer Straße byla jedinou stanicí duchů, která se nenacházela v tunelu. Byla situována poblíž zdi u hraničního přechodu Bornholmer Straße. Západoberlínské vlaky přes ní projížděly bez zastavování. Vlaky východoberlínské S-Bahn projížděly blízko toutéž stanicí na jiných tratích. Tratě používané západními a východními vlaky byly od sebe odděleny vysokým plotem.
Další zvláštností byla stanice Wollankstraße. Tak jako Bornholmer Straße to byla zastávka S-Bahnu obsluhovaná západoberlínskými vlaky, ale nacházela se na území Východního Berlína hned za hranicí. Nicméně se Wollankstraße používala a byla dostupná pro obyvatele západního Berlína, protože jeden z jejích východů ústil na západoberlínskou ulici; tento východ byl přesně na hraniční čáře a varovná tabule vedle něj informovala cestující o situaci. Její ostatní východy ústící na východoberlínské ulice byly uzamčeny.

### Znovuotevření

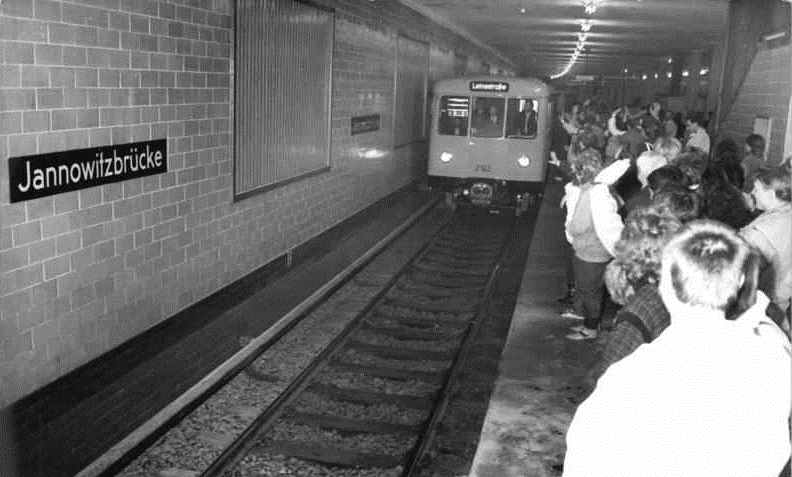
Znovuotevření stanice U-Bahn Jannowitzbrücke 11. listopadu 1989, první znovuotevření stanice duchů po Pádu Berlínské zdi.

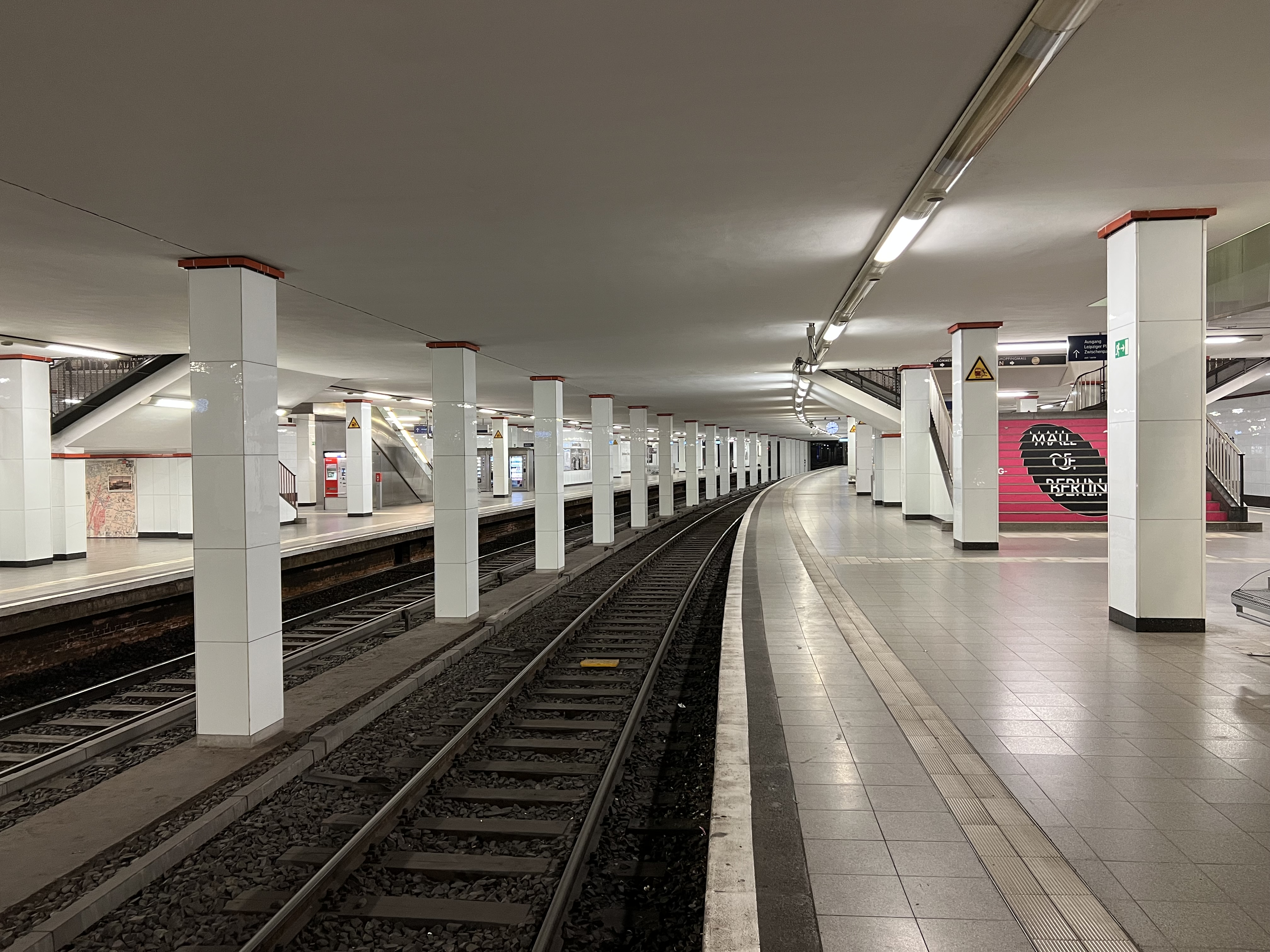
Znovuotevřená stanice Potsdamer Platz v Berlíně

První lidé, kteří vstoupili do stanic duchů po pádu Berlínské zdi v listopadu 1989 zjistili, že se se svým pojmenováním sžily, plakáty a označení na stěnách byly nezměněny od roku 1961. Žádné z nich se nedochovaly.
První znovuotevřenou stanicí duchů pro cestující byla stanice Jannowitzbrücke na lince U8 11. listopadu 1989, dva dny po pádu zdi. Byla vybavena checkpointem v rámci stanice, podobně jako stanice Friedrichstraße, kde byla provizorně zřízena Východoněmecká celní a hraniční kontrola k odbavování cestujících z a do Východního Berlína. Byly rozvěšeny rukou psané tabule s názvy, které zakrývaly ty staré z doby před rokem 1961. Tyto tabule se už věkem rozpadaly a také na nich chyběly konečné stanice z prodloužení po roce 1961. 22. prosince 1989 byla znovuotevřena stanice Rosenthaler Platz na lince U8 s podobným provizorním checkpointem.
12. dubna 1990 se znovuotevřela třetí stanice - Bernauer Straße (U8). Jelikož její severní východ byl přímo na hranici, tak mohla být otevřena s přímým přístupem do Západního Berlína bez potřeby checkpointu. Její jižní východ směřující do Východního Berlína nebyl otevřen až do 1. července 1990 - ve stejný den, kdy byly všechny ostatní stanice na U6 a U8 otevřené bez checkpointů, protože v tento den přijal Východní Berlín a Východní Německo měnu Západního Německa, což umožnilo upustit od všech pohraničních kontrol mezi těmito dvěma státy.
2. července 1990 se znovu otevřela první stanice na lince Nord-Süd-S-Bahn: Oranienburger Straße. 1. září 1990 byly po rekonstrukčních pracích znovuotevřeny stanice Unter den Linden a Nordbahnhof. 12. prosince 1990 byla pro západoberlínské vlaky znovuotevřena stanice Bornholmer Straße; druhé nástupiště pro východoberlínské vlaky umožňující přestupy následovalo 5. srpna 1991. Poslední znovuotevřenou stanicí duchů byla Potsdamer Platz, která byla otevřena 3. března 1992 po rozsáhlé obnově celého severojižního tunelu.
V následných letech město a německá vláda vynaložila velkou snahu do obnovy a znovupropojení berlínských S- a U-Bahn sítí. U-Bahn systém dosáhl svého statusu z doby před zdí v roce 1995 znovuotevřením stanice Warschauer Straße na U1. S-Bahn dosáhl předběžného dokončení v roce 2002 (znovuotevřením okruhu), přesto, že některé sekce linek jsou kvůli zdi stále nevyužívané. O znovuotevření některých těchto sekcí se ještě nerozhodlo.

## Další místa

### Francie

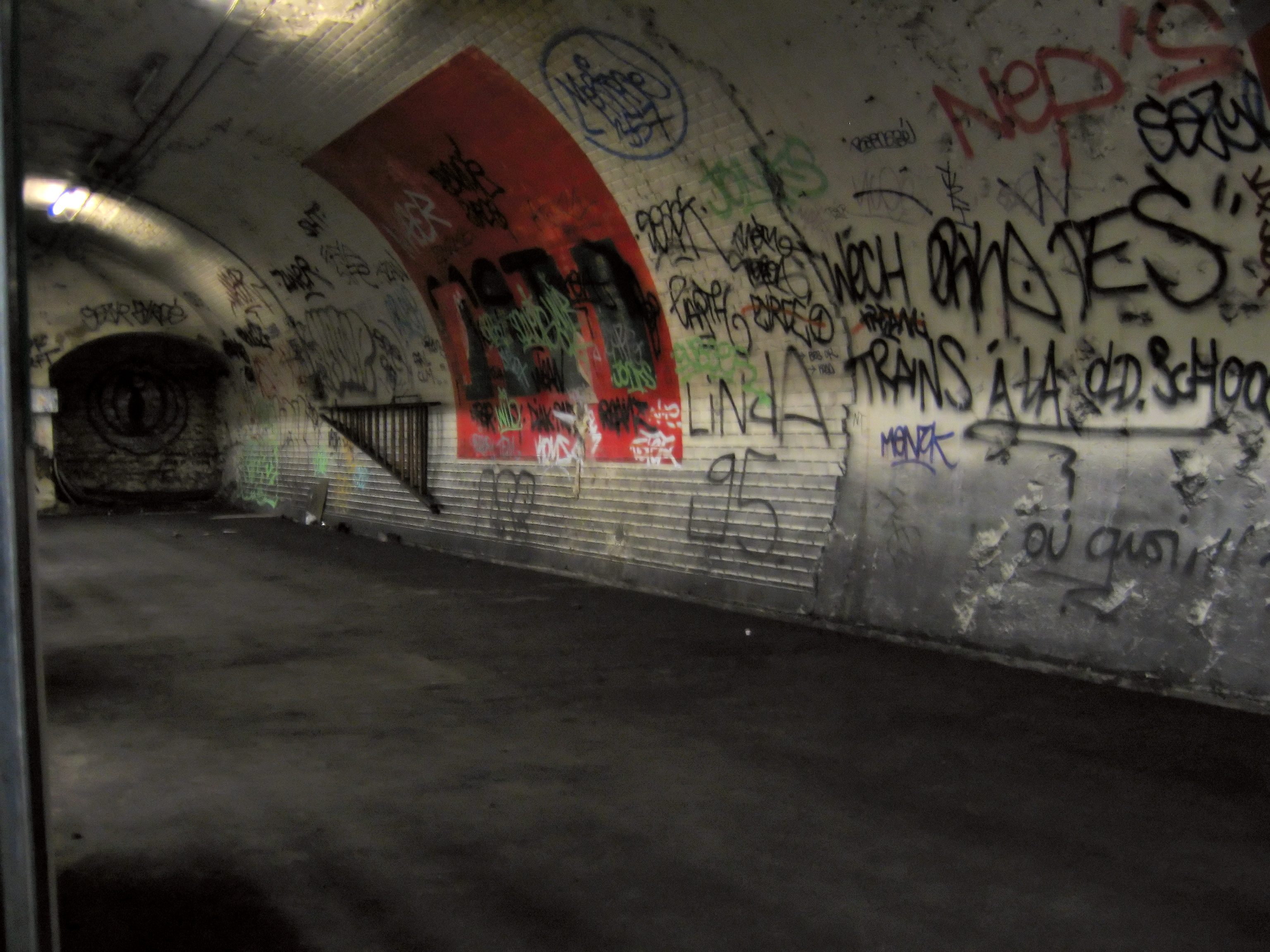
Nikdy neotevřená stanice Haxo

Své stanice duchů má i metro v Paříži. Po vypuknutí druhé světové války a následné mobilizaci zaměstnanců pařížských dopravních podniků bylo uzavřeno mnoho stanic. Několik z nich již po válce nebylo otevřeno z důvodu přílišné blízkosti vedlejší stanice. Takto byly zrušeny stanice Arsenal (linka 5), Champ de Mars a Saint-Martin (linka 8) a Croix-Rouge (linka 10).
Stanice Haxo (linka 3) a Porte Molitor (linka 9) byly sice postaveny již v meziválečném období, ale kvůli změnám tras linek zůstaly pro veřejnost uzavřeny. Stanice Gare du Nord USFRT (linka 5) a Martin Nadaud (linka 3) byly uzavřeny po přeložce trati jiným směrem. K těmto částečně patří i stanice Porte des Lilas (linka 3), kde se nachází jedno uzavřené nástupiště pro nezprovozněnou trať. Toto nástupiště slouží k natáčení filmů v pařížském metru. Také ostatní stanice mají náhradní využití - depa, školicí středisko pro řidiče nebo útulek pro bezdomovce.
Mezi stanice duchů lze ještě přiřadit stanice Victor Hugo (linka 2) a Porte de Versailles (linka 12), jejichž původní nástupiště byla opuštěna a pod stejným názvem o něco přeložena kvůli prodloužení tratě.
Stanice Haxo a nástupiště ve stanici Porte des Lilas budou otevřeny v případě, že dojde k plánovanému spojení linek 3bis a 7bis.

### Německo
Mimo Berlín:
- Hellkamp v Hamburku, trasa 2

### Rusko
Rovněž i v moskevském metru se nacházejí a dříve nacházely stanice nedokončené; jejich výstavba byla buď přerušena vzhledem k technickým problémům (Šabolovskaja) nebo vzhledem k problémům finančním (severní část Ljublinské linky v poslední době). S podobnými stanicemi se lze setkat i v petrohradském či kyjevském metru. Většina takovýchto stanic však později byla či bude dokončena a otevřena pro veřejnost, byť s velmi velkým zpožděním.